# Сату-Ноу (Мехедінць)
Сату-Ноу (рум. Satu Nou) — село у повіті Мехедінць в Румунії. Входить до складу комуни Пунгіна.
Село розташоване на відстані 246 км на захід від Бухареста, 44 км на південний схід від Дробета-Турну-Северина, 65 км на захід від Крайови.